# Spoorlijn 278
Spoorlijn 278 was een Belgische industrielijn in Sint-Katelijne-Waver. De lijn liep van de aftakking Heisbroeck aan spoorlijn 27B naar het industrieterrein Sint-Katelijne-Waver Fort en was 1,8 km lang.
De lijn werd in 1985 aangelegd ter bediening van de tuinbouwveiling van Sint-Katelijne-Waver. Ze kende echter niet veel succes en werd reeds in 1992 gesloten en opgebroken. De bedding wordt nu gedeeltelijk gebruikt voor een fiets- en wandelpad, dat deel uitmaakt van de Fietssnelweg F1.

## Aansluitingen
In de volgende plaats was er een aansluiting op de volgende spoorlijn:
Y Heisbroeck
Spoorlijn 27B tussen Y Weerde en Antwerpen-Zuid